# Додеканаль
Додеканаль — органическое вещество, относится к классу альдегидов. Содержится в эфирных маслах цитрусовых (лимонное масло, померанцевое масло) и некоторых хвойных растений.
Запах — сильный с травянисто-цветочной нотой.

## Свойства
На воздухе постепенно окисляется в лауриновую кислоту.
Под действием кислот полимеризуется, скорость полимеризации возрастает при температуре ниже 0 °C. В присутствии алюминия полимеризация замедляется.

## Получение
Получают:
- пропусканием паров лауриновой, муравьиной кислот и метанола на MnCO3 при 250—330 °C

|  | {\displaystyle +} |  | {\displaystyle +} | {\displaystyle {\mbox{CH}}_{3}{\mbox{OH}}} | {\displaystyle \longrightarrow } |  |

- дегидрированием додеканола.

|                                  |                   |  |  | {\displaystyle {\mbox{H}}_{2}} |
| {\displaystyle \longrightarrow } | {\displaystyle +} |  |  |                                |
|                                  |                   |  |  |                                |

## Применение
Применяют как компонент парфюмерных композиций, отдушек и пищевых эссенций.